# Persone di nome Megan
| Questa pagina contiene informazioni ricavate automaticamente dalle voci biografiche con l'ausilio del template Bio e di un bot. L'aggiornamento è periodico e automatico e ricostruisce completamente la pagina. Se manca una persona in questa lista, sei pregato di non aggiungerla, ma accertati piuttosto che la sua voce biografica contenga il template Bio e che i dati anagrafici siano correttamente compilati. Se il template Bio manca, inseriscilo tu stesso o, in alternativa, metti l'avviso {{tmp\|Bio}} che ne segnala la mancanza. Se i dati riportati sono sbagliati, correggi direttamente la voce biografica; le modifiche saranno visibili in questa lista entro pochi giorni. Per chiarimenti vedi il progetto antroponimi. La lista contiene solo le 75 persone che sono citate nell'enciclopedia e per le quali è stato implementato correttamente il template Bio. Pagina aggiornata al 16 ott 2024. |

Questa è una lista di persone presenti nell'enciclopedia che hanno il prenome Megan, suddivise per attività principale.

## Artiste(1)
- Megan Euker, artista e designer statunitense (Baltimora, n. 1983)

## Astronome(1)
- Megan E. Schwamb, astronoma statunitense (Huntsville, n. 1984)

## Attiviste(1)
- Megan Rice, attivista statunitense (Morningside Heights, n. 1930 - Rosemont, † 2021)

## Attrici(15)
- Megan Boone, attrice statunitense (Petoskey, n. 1983)
- Megan Charpentier, attrice canadese (New Westminster, n. 2001)
- Megan Dodds, attrice statunitense (Sacramento, n. 1970)
- Megan Fahlenbock, attrice canadese (Toronto, n. 1971)
- Megan Follows, attrice canadese (Toronto, n. 1968)
- Megan Fox, attrice e modella statunitense (Oak Ridge, n. 1986)
- Megan Gallagher, attrice statunitense (Reading, n. 1960)
- Megan Hilty, attrice, cantante e modella statunitense (Bellevue, n. 1981)
- Megan Lawrence, attrice e cantante statunitense (n. 1972)
- Megan Montaner, attrice e modella spagnola (Huesca, n. 1987)
- Megan Mullally, attrice, conduttrice televisiva e comica statunitense (Los Angeles, n. 1958)
- Megan Park, attrice e regista canadese (Lindsay, n. 1986)
- Megan Prescott, attrice britannica (Londra, n. 1991)
- Stewart Thorndike, attrice statunitense (Seattle)
- Megan Ward, attrice statunitense (Los Angeles, n. 1969)

## Attrici pornografiche(1)
- Megan Rain, attrice pornografica statunitense (Palm Springs, n. 1996)

## Batteriste(1)
- Meg White, batterista statunitense (Grosse Pointe Farms, n. 1974)

## Biatlete(1)
- Megan Bankes, ex biatleta canadese (Calgary, n. 1997)

## Calciatrici(4)
- Megan Campbell, calciatrice irlandese (Drogheda, n. 1993)
- Megan Connolly, calciatrice irlandese (Cork, n. 1997)
- Megan Rapinoe, ex calciatrice statunitense (Redding, n. 1985)
- Megan Wynne, calciatrice gallese (Welwyn Garden City, n. 1993)

## Canottiere(2)
- Megan Delehanty, ex canottiera canadese (Edmonton, n. 1968)
- Megan Marcks, ex canottiera australiana (n. 1972)

## Cantanti(3)
- Bülow, cantante canadese (Berlino, n. 1999)
- Megan Moroney, cantante statunitense (Savannah, n. 1997)
- Megan Washington, cantante australiana (Port Moresby, n. 1986)

## Cantautrici(1)
- Meg Mac, cantautrice australiana (Sydney, n. 1990)

## Cavallerizze(1)
- Megan Jones, cavallerizza australiana (Adelaide, n. 1976)

## Cestiste(8)
- Megan Compain, ex cestista neozelandese (Whanganui, n. 1975)
- Megan Duffy, ex cestista e allenatrice di pallacanestro statunitense (Kettering, n. 1984)
- Megan Frazee, ex cestista e allenatrice di pallacanestro statunitense (Laredo, n. 1987)
- Megan Gustafson, cestista statunitense (Port Wing, n. 1996)
- Megan Mahoney, ex cestista statunitense (Sturgis, n. 1983)
- Megan Moody, ex cestista australiana (Frankston, n. 1983)
- Megan Pinske, ex cestista canadese (Coquitlam, n. 1988)
- Megan Walker, cestista statunitense (Richmond, n. 1998)

## Cicliste su strada(2)
- Megan Guarnier, ex ciclista su strada statunitense (Glens Falls, n. 1985)
- Megan Jastrab, ciclista su strada e pistard statunitense (Apple Valley, n. 2002)

## Drammaturghe(1)
- Megan Terry, drammaturga e sceneggiatrice statunitense (Seattle, n. 1932 - Omaha, † 2023)

## Giornaliste(1)
- Megan Twohey, giornalista statunitense (Evanston, n. 1975)

## Hockeiste su ghiaccio(1)
- Megan Bozek, hockeista su ghiaccio statunitense (Arlington Heights, n. 1991)

## Mezzofondiste(1)
- Megan Keith, mezzofondista e ex orientista britannica (Inverness, n. 2002)

## Modelle(3)
- Megan Coleman, modella sudafricana (Hillcrest, n. 1985)
- Megan Gale, modella e attrice australiana (Perth, n. 1975)
- Megan Young, modella, attrice e conduttrice televisiva filippina (Alexandria, n. 1990)

## Musiciste(1)
- Megan Burns, musicista e attrice inglese (Liverpool, n. 1986)

## Nuotatrici(2)
- Megan Quann, nuotatrice statunitense (Tacoma, n. 1984)
- Megan Romano, nuotatrice statunitense (St. Petersburg, n. 1991)

## Ostacoliste(1)
- Megan Tapper, ostacolista giamaicana (Kingston, n. 1994)

## Pallavoliste(4)
- Megan Courtney, pallavolista statunitense (Kettering, n. 1993)
- Megan Cyr, pallavolista canadese (Winnipeg, n. 1990)
- Megan Hodge, pallavolista statunitense (Saint Thomas, n. 1988)
- Megan Plourde, ex pallavolista statunitense (Stillwater, n. 1989)

## Pattinatrici artistiche su ghiaccio(1)
- Megan Taylor, pattinatrice artistica su ghiaccio britannica (Rochdale, n. 1920 - Giamaica, † 1993)

## Pistard(1)
- Megan Barker, pistard e ciclista su strada britannica (Cardiff, n. 1997)

## Politiche(1)
- Megan Lloyd George, politica britannica (Criccieth, n. 1902 - Pwllheli, † 1966)

## Rapper(1)
- Megan Thee Stallion, rapper statunitense (San Antonio, n. 1995)

## Sciatrici alpine(6)
- Megan Ganong, ex sciatrice alpina statunitense (n. 1979)
- Megan Gerety, ex sciatrice alpina statunitense (Anchorage, n. 1971)
- Megan Hughes, ex sciatrice alpina statunitense (n. 1983)
- Megan McJames, ex sciatrice alpina statunitense (Park City, n. 1987)
- Megan Mullen, ex sciatrice alpina canadese (Calgary, n. 1979)
- Megan Ryley, ex sciatrice alpina canadese (Toronto, n. 1986)

## Sciatrici freestyle(2)
- Megan Nick, sciatrice freestyle statunitense (Shelburne, n. 1996)
- Megan Oldham, sciatrice freestyle canadese (Newmarket, n. 2001)

## Scrittrici(1)
- Megan Abbott, scrittrice statunitense (Detroit, n. 1971)

## Skeletoniste(1)
- Megan Henry, skeletonista statunitense (Norwalk, n. 1987)

## Snowboarder(1)
- Megan Farrel, snowboarder canadese (Bracebridge, n. 1992)

## Soprani(1)
- Megan Marie Hart, soprano e cantante lirica statunitense (Santa Monica, n. 1983)

## Tenniste(1)
- Megan Moulton-Levy, ex tennista statunitense (Grosse Pointe, n. 1985)

## Senza attività specificata(1)
- Megan Meier,  statunitense (O'Fallon, n. 1992 - Dardenne Prairie, † 2006)